# Apanteles alaspharus
Apanteles alaspharus är en stekelart som beskrevs av Nixon 1965. Apanteles alaspharus ingår i släktet Apanteles och familjen bracksteklar. Inga underarter finns listade i Catalogue of Life.